# Carola Bott
Carola Bott (* 9. Juli 1984 in Aschaffenburg) ist eine deutsche Badmintonspielerin.

## Karriere
Carola Bott begann in ihrem Heimatort bei der BV Stockstadt mit dem Badminton. Früh zeigte sich ihr Talent und mit sieben Jahren gewann sie ihr erstes Turnier. Bei den deutschen U-15-Meisterschaften gewann sie 1999 den Titel im Doppel. Diesen Erfolg konnte sie zwei Jahre später auch in der U-17-Klasse wiederholen. 2003 gewann sie bei der Europameisterschaft mit der deutschen Junioren-Nationalmannschaft die Goldmedaille.
Bott spielte zunächst für den Bundesligisten 1. BC Bischmisheim, kam dort aber lediglich in der zweiten Mannschaft zum Einsatz. Zur Spielzeit 2006/07 wechselte sie daher zum FC Langenfeld, wo sie gemeinsam mit der Polin Kamila Augustyn in der 1. Bundesliga spielte. Ab 2007 spielte sie wieder beim 1. BC Bischmisheim, bis sie zur Spielzeit 2010/11 zum BV Gifhorn wechselte.
Ab 2014 trat Carola Bott für den 1. BC Wipperfeld an. Sie spielte dort Regionalliga und stieg mit der 1. Mannschaft in die 2. Bundesliga auf. 2016 zog sie weiter zur Bottroper BG und spielte dort wieder Regionalliga NRW, diesmal im Abstiegskampf.
2015 gehörte sie zum deutschen Team bei den Europaspielen in Baku und belegte dort den 5. Platz im Doppel.
Über den Badmintonsport hinaus bekannt wurde Bott durch ihr Auftreten auf dem Feld: Sie war eine der ersten Spielerinnen, die nicht mehr in der normalen Badmintonbekleidung, sondern in hautengen Einteilern antrat, wie sie im Damentennis üblich sind. Dadurch und aufgrund ihres Aussehens wird sie bis heute häufig mit Anna Kurnikowa verglichen, die diesen Trend im Tennis auslöste. Sie war bereits in der Männerzeitschrift Maxim (September-Ausgabe 2004) zu sehen und erhielt Angebote des Playboy, die sie aber ablehnte.
Neben dem Badminton arbeitet Bott nach ihrer Ausbildung zur Bürokauffrau auch weiterhin in ihrem Beruf.
Privat ist sie mit dem Zehnkämpfer Michael Schrader liiert, der 2013 bei der WM in Moskau die Silbermedaille holte. Mit ihm lebt sie in Duisburg.

## Erfolge
- 2003: Deutsche Meisterin im Dameneinzel U19, Deutsche Meisterin im Damendoppel U19, Mannschaftseuropameisterin Altersklasse U19, 3. Platz Europameisterschaft Damendoppel
- 2005: Deutsche Meisterin Damendoppel U22, Deutsche Vizemeisterin Dameneinzel U22
- 2006: Damendoppel U22, Deutsche Vizemeisterin Dameneinzel U22, 3. Platz Spanish Open Damendoppel
- 2012: Damendoppel gemeinsam mit Staša Poznanović Sieger bei den Hungarian International